# André Marandet

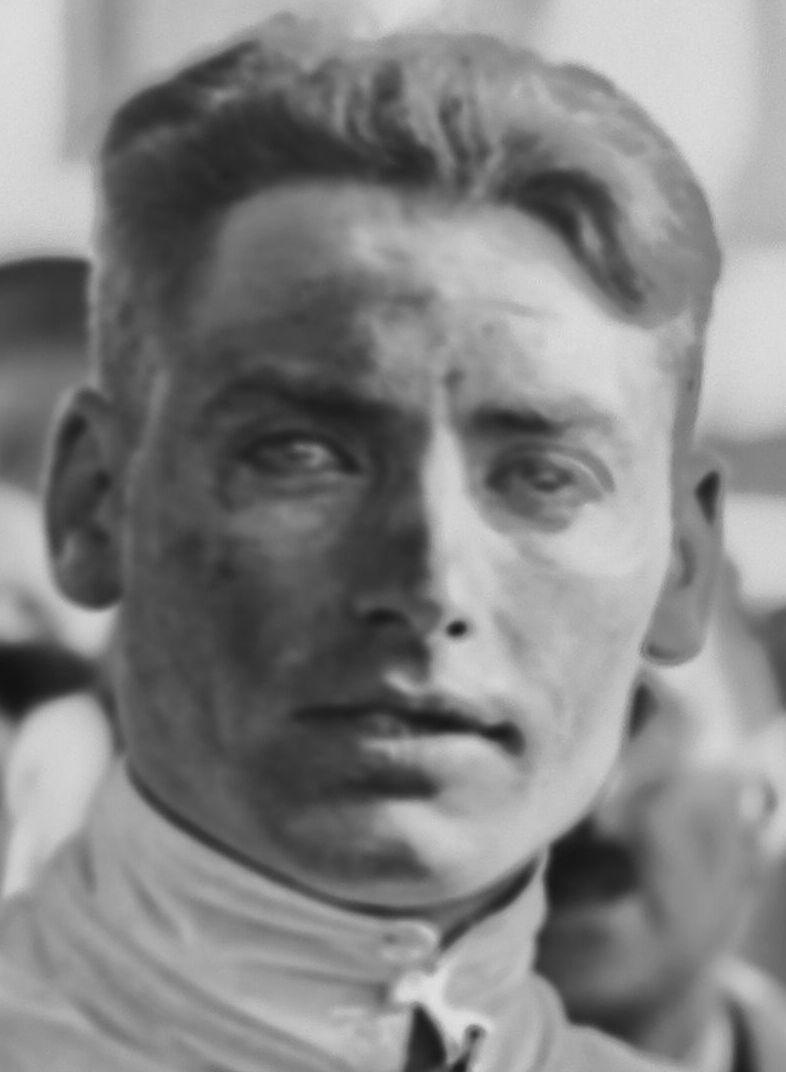
André Marandet 1925

Georges André Marien Marandet (* 6. Oktober 1898 in Montluçon; † 27. Februar 1976 in Monaco) war ein französischer Autorennfahrer.

## Karriere
André Marandet war in den 1920er- und 1930er-Jahren insgesamt sechsmal beim 24-Stunden-Rennen von Le Mans am Start. Sein Debüt gab er beim Eröffnungsrennen 1923, wo der Einsatz nach einem Unfall vorzeitig endete. Seine beste Platzierung war der sechste Gesamtrang 1927, an der Seite seines langjährigen Teamkollegen Gonzaque Lécureul im S.A.R.A BDE.
Abseits von Le Mans war sein bestes Ergebnis der 24. Endrang beim 24-Stunden-Rennen von Spa-Francorchamps 1925.

## Statistik

### Le-Mans-Ergebnisse
| Jahr | Team                                                | Fahrzeug              | Teamkollege       | Platzierung     | Ausfallgrund |
| ---- | --------------------------------------------------- | --------------------- | ----------------- | --------------- | ------------ |
| 1923 | S.A.R.A.                                            | S.A.R.A. ATS          | François Piazzoli | Ausfall         | Unfall       |
| 1924 | Société des Applications à Refroidissements par Air | S.A.R.A. ATS          | Louis François    | Rang 12         |              |
| 1925 | Société des Applications à Refroidissements par Air | S.A.R.A. BDE          | Gonzaque Lécureul | Ausfall         | Defekt       |
| 1926 | Société des Applications à Refroidissements par Air | S.A.R.A. BDE          | Gonzaque Lécureul | Rang 11         |              |
| 1927 | Société des Applications à Refroidissements par Air | S.A.R.A. BDE          | Gonzaque Lécureul | Rang 6          |              |
| 1933 | Société des Automobiles Charley                     | S.A.R.A. SP7 Spéciale | Gaston Mottet     | nicht klassiert |              |

### 24-St-Spa-Ergebnisse
| Jahr | Team                                              | Fahrzeug     | Teamkollege       | Platzierung | Ausfallgrund |
| ---- | ------------------------------------------------- | ------------ | ----------------- | ----------- | ------------ |
| 1925 | Société des Automobiles à Refroidissement par Air | S.A.R.A. ATS | Gonzaque Lécureul | Rang 24     |              |